# Diego Steven Gómez
Diego Steven Gómez Maldonado (Bogotà, 21 ottobre 1988) è un ex calciatore colombiano, di ruolo centrocampista.

## Carriera

### Club
Ha giocato nella massima serie colombiana.